# شون ويد
شون ويد (بالإنجليزية: Shaun Wade)‏ (22 سبتمبر 1969 بستوك أون ترينت في المملكة المتحدة - ) هو لاعب كرة قدم بريطاني في مركز الهجوم. لعب مع ستوك سيتي وNewcastle Town F.C. ‏.

## وصلات خارجية
- شون ويد على موقع قاعدة بيانات كرة القدم.إي يو (الإنجليزية)